# Epirinus ngomae
Epirinus ngomae är en skalbaggsart som beskrevs av Medina och Clarke H. Scholtz 2005. Epirinus ngomae ingår i släktet Epirinus och familjen bladhorningar. Inga underarter finns listade i Catalogue of Life.